# خیمی مانسیدور
خیمی مانسیدور (انگلیسی: Jaime Mancisidor؛ زادهٔ ۷ آوریل ۱۹۱۰) بازیکن فوتبال اهل اسپانیا است.
از باشگاه‌هایی که در آن بازی کرده‌است می‌توان به باشگاه فوتبال بوردو و باشگاه فوتبال رئال سوسیداد اشاره کرد.